# Louis-Marie de Lescure
Louis-Marie Joseph, markiz de Lescure (ur. 13 października 1766 w Wersalu. zm. 4 listopada 1793 w La Pellerine) – francuski generał, przeciwnik rewolucji francuskiej. Jego kuzynem był przywódca rojalistycznego powstania w Wandei – Henri de la Rochejaquelein.

## Życiorys
Uczęszczał na uczelnię wojskową École Militaire, którą opuścił w wieku szesnastu lat. Został dowódcą kompanii jazdy w pułku z Royal-Picmont. Przeciwny ideom rewolucji francuskiej, wyjechał z Francji w roku 1791. Wkrótce jednak wrócił do kraju i w czasie wydarzeń z 10 sierpnia 1792 wziął udział w obronie pałacu Tuileries przed ludem Paryża. Następnego dnia po rewolucji antymonarchistycznej zmuszono go do opuszczenia stolicy. Schronił się w zamku w Clisson w pobliżu Bressuire.
Po wybuchu powstania w Wandei, skierowanego przeciwko Republice, Lescure został aresztowany i uwięziony wraz z całą swoją rodziną – jako jeden z prowodyrów powstania. Uwolnili go rojaliści, którzy następnie uczynili go jednym z przywódców powstania. Lescure dowodził w bitwie pod Thouars, zajął  Fontenay-le-Comte oraz Saumur (w okresie od maja do czerwca 1793) i po nieudanym ataku na Nantes dołączył do La Rochejaqueleina – kolejnego znanego przywódcy Wandejczyków.
Chłopskie oddziały Lescure'a w walce z armią republikańską generała Westermanna poniosły szereg porażek. Udało im się jednak pokonać przeciwnika w bitwie w okolicach Tiffauges i Cholet, stoczonej w dniu 19 września 1793. Walki skoncentrowały się w okolicach miasteczka Châtillon, które kilkakrotnie przechodziło z rąk do rąk. Lescure został ciężko ranny w walce w pobliżu La Tremblaye, pomiędzy Ernée i Fougères. Zginął w walce pod La Pellerine w dniu 4 listopada 1793.